# Maurice Guigue
Maurice Guigue (4. august 1912 – 27. februar 2011) var en fransk fodbolddommer. Han dømte fire kampe i VM 1958, blandt andet finalen mellem værtsnationen Sverige og Brasilien. Han var den anden franskmand, efter Georges Capdeville, som dømte en VM-finale.
Han døde den 27. februar 2011, 98 år gammel.